# Tom’s Diner

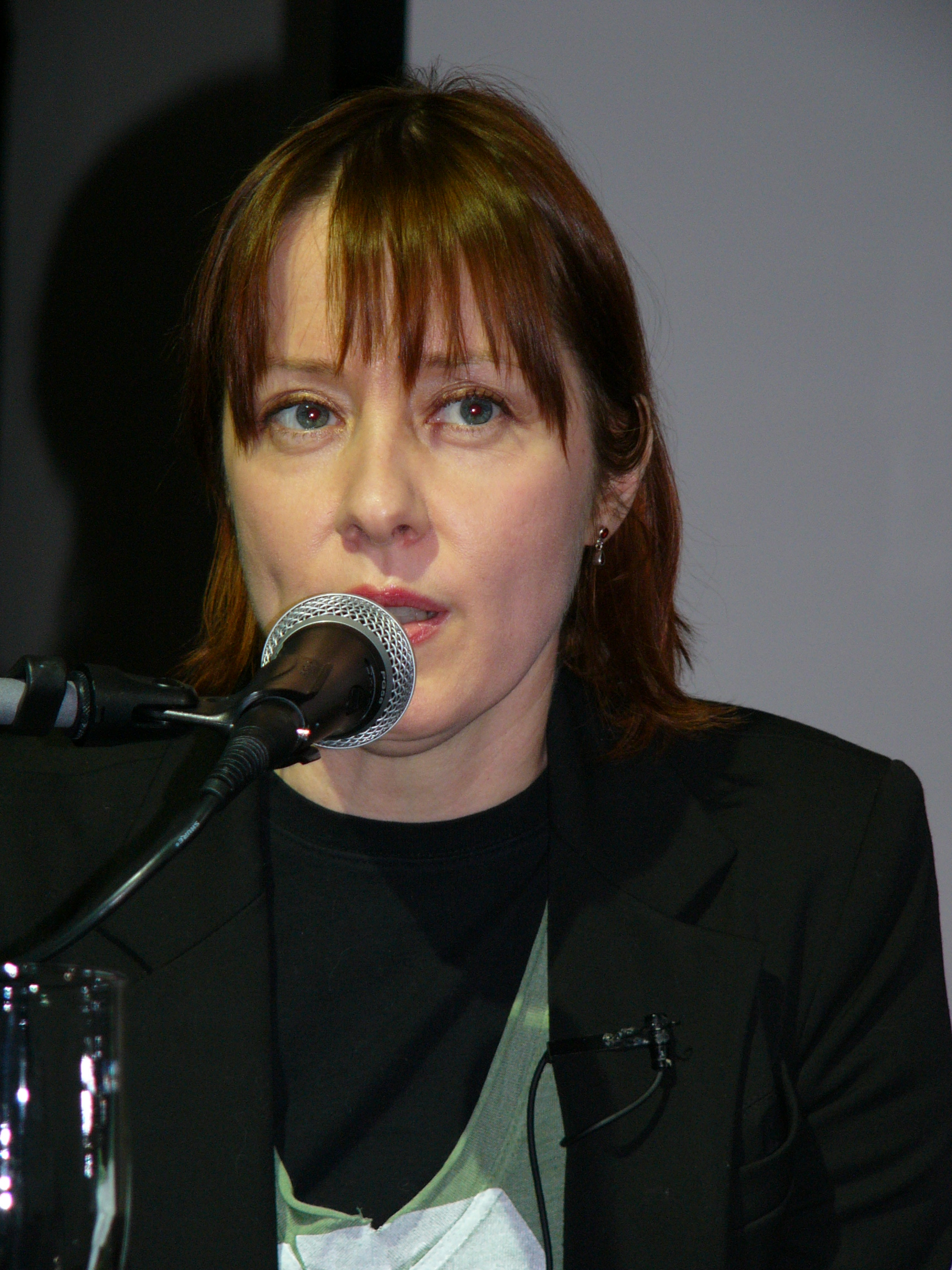
Suzanne Vega (2006)

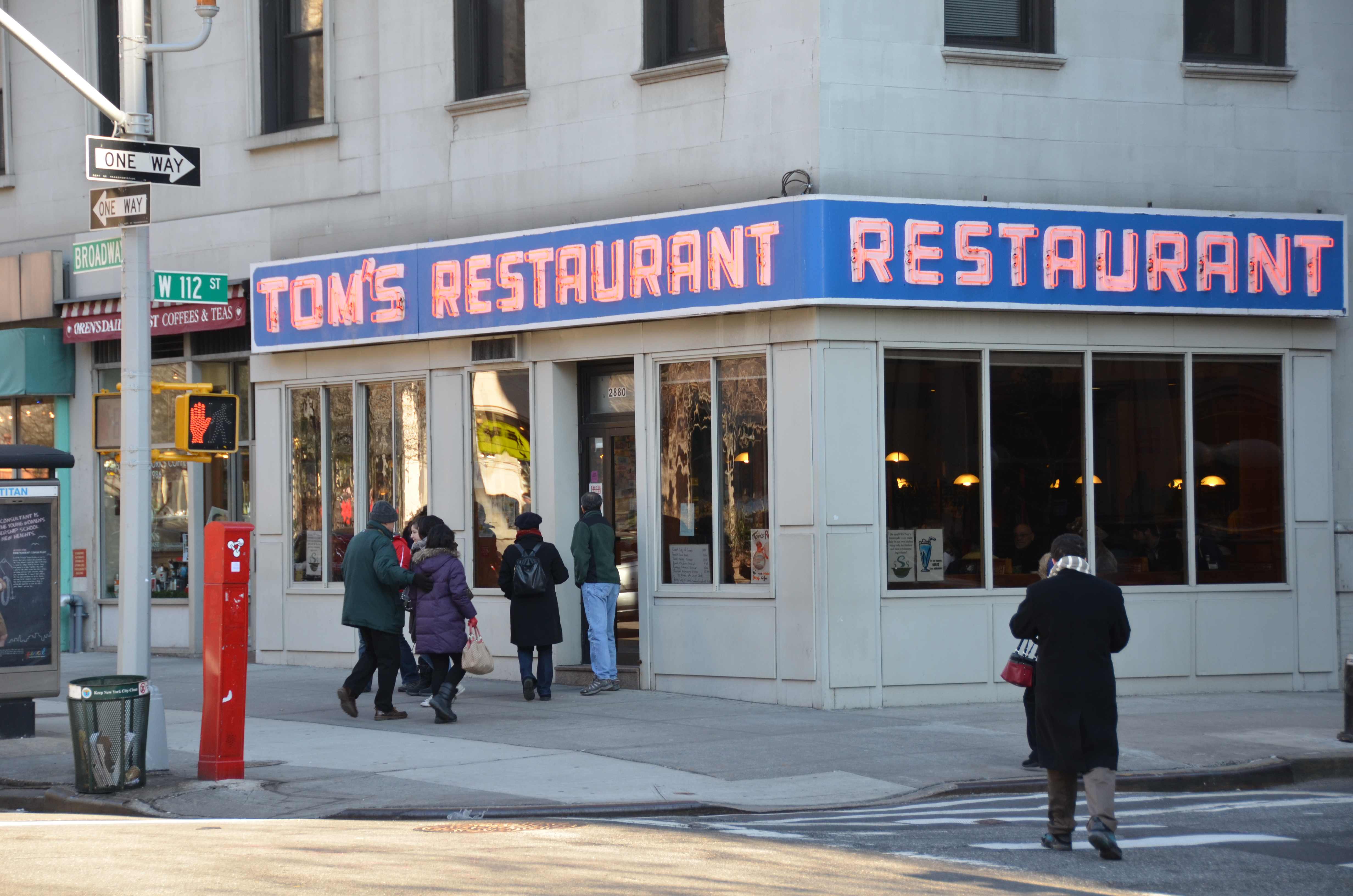
Tom’s Restaurant in New York

Tom’s Diner [ˌtɑːmzˈdaɪnɚ] ist ein A-cappella-Lied der US-amerikanischen Sängerin und Songwriterin Suzanne Vega. Das Lied wurde 1981 geschrieben und 1987 auf Vegas Album Solitude Standing veröffentlicht.
Weltweit bekannt wurde das Lied im Jahr 1990, als Vegas Gesang von dem britischen Dance-Project DNA für einen Remix verwendet wurde. In dieser Version wurde Tom’s Diner am 3. Oktober 1990 zum ersten gesamtdeutschen Nummer-1-Hit.

## Inhalt
Das Lied beschreibt in Form eines lyrischen Ichs den kurzen Aufenthalt einer Person in einem Café, nämlich Tom’s Restaurant in New York City. Die Erzählerin trinkt einen Kaffee, liest die Zeitung und beobachtet eine Frau, die ebenfalls das Café betritt. Die Erzählerin denkt dabei an eine nicht näher beschriebene zweite Person, insbesondere an ihre Stimme. Das schlechte Wetter draußen erinnert die Erzählerin an das Mitternachtspicknick „bevor der Regen losging“, welches wohl schon einige Zeit zurückliegt.
Während sie das Glockengeläut der Kathedrale hört, trinkt sie ihren Kaffee aus. Danach muss sie sich auf den Weg machen, um den Zug nicht zu verpassen.

## Aufnahme
Ursprünglich dachte sich Vega das Lied als eine einfache Komposition mit Klavierbegleitung. Da sie jedoch nicht Klavier spielen kann, entschloss sie sich für den ungewöhnlichen Weg einer A-cappella-Aufnahme. Die eigentliche Aufnahme geriet entsprechend sehr einfach: Es ist nur Vegas Gesang zu hören, der lediglich mit einem Halleffekt versehen wurde. Das Lied wurde nicht als Single aus dem Album Solitude Standing ausgekoppelt, sondern das Lied, das auf dem Album auf Tom’s Diner folgt: Luka – ein kommerziell recht erfolgreicher Titel.

## Coverversionen

### DNA-Remix
1990 erstellten zwei Produzenten unter dem Pseudonym DNA ein Remix von Tom’s Diner, indem sie unter Vegas Gesang den Beat von Keep on Movin’ der Band Soul II Soul legten und den Ablauf des Liedes so veränderten, dass das von Vega eigentlich nur im Fadeout gesungene „Dep De Dö Dep“ als Refrain verwendet wurde. Der Remix entstand ohne Kenntnis und Erlaubnis von Suzanne Vega. DNA vertrieb den Remix in kleinen Stückzahlen an Clubs. Vegas Plattenfirma A&M Records erfuhr von der Veröffentlichung und entschloss sich, die Single zu kaufen und selbst zu veröffentlichen, anstatt gegen das Produzententeam DNA gerichtlich vorzugehen. Der Remix war kommerziell erfolgreicher als Vegas Original und erreichte in Deutschland, Österreich und in der Schweiz Platz 1 der Singlecharts. In Großbritannien und in den USA konnte sich der Remix ebenfalls in den Top Ten platzieren.

#### Chartplatzierungen
| ChartsChartplatzierungen       | Höchstplatzierung | Wochen |
| ------------------------------ | ----------------- | ------ |
| Deutschland (GfK)              | 1 (26 Wo.)        | 26     |
| Österreich (Ö3)                | 1 (14 Wo.)        | 14     |
| Schweiz (IFPI)                 | 1 (22 Wo.)        | 22     |
| Vereinigte Staaten (Billboard) | 5 (21 Wo.)        | 21     |
| Vereinigtes Königreich (OCC)   | 3 (13 Wo.)        | 13     |

| ChartsJahrescharts (1990) | Platzierung |
| ------------------------- | ----------- |
| Deutschland (GfK)         | 6           |
| Österreich (Ö3)           | 17          |
| Schweiz (IFPI)            | 23          |

| ChartsJahrescharts (1991)      | Platzierung |
| ------------------------------ | ----------- |
| Vereinigte Staaten (Billboard) | 53          |

#### Auszeichnungen für Musikverkäufe
| Land/Region                  | Auszeichnungen für Musikverkäufe (Land/Region, Auszeichnung, Verkäufe) | Verkäufe |
| ---------------------------- | ---------------------------------------------------------------------- | -------- |
| Deutschland (BVMI)           | Gold                                                                   | 250.000  |
| Vereinigte Staaten (RIAA)    | Gold                                                                   | 500.000  |
| Vereinigtes Königreich (BPI) | Silber                                                                 | 200.000  |
| Insgesamt                    | 1× Silber · 2× Gold ·                                                  | 950.000  |

### After One
Das deutsche Dance-Projekt After One brachte mit Tom’s Diner Rap eine Coverversion heraus, die 1990 die Top 20 der deutschen Single-Charts erreichte.

### Weitere Versionen
Vor allem der Erfolg des DNA-Remix zog eine ganze Reihe weiterer Interpretationen nach sich, die Vega 1991 auf dem Album Tom’s Album veröffentlichte. Dazu gehörten unter anderem Versionen von Billy Bragg und R.E.M. oder auch von Peter Behrens, dem ehemaligen Schlagzeuger von Trio.
Mittlerweile wird das Lied auch im Jazzgenre gelegentlich interpretiert; hier sind etwa die Instrumental-Versionen von Ivo Perelman (mit Guilherme Franco am Berimbau, 1991), Larry Schneider oder Renaud Garcia-Fons/Gérard Marais zu nennen.
Auch der Disco-Veteran Giorgio Moroder hat im Rahmen seines 2015 erschienenen Albums Déjà Vu eine von Britney Spears gesungene Version von Tom’s Diner produziert.
Der Rapper Fard verwendete das Haupt-Thema von Tom’s Diner in seinem Stück Braungebrannt & Hakennase auf der 2015 erschienenen Mezzanin EP.
Im Juni 2019 veröffentlichten die Bands AnnenMayKantereit und Giant Rooks eine gemeinsame Coverversion des Liedes.
Die Punk-Rock-Band Fall Out Boy verarbeitet die Melodie als Zitat in „Centuries“ (Album American Beauty/American Psycho).

## Historische Bedeutung

### Erste gesamtdeutsche Nummer 1
Tom’s Diner im DNA-Remix war im Herbst 1990 sieben Wochen lang die Nummer 1 der deutschen Single-Charts. Der Titel löste am 10. September 1990 Matthias Reims Schlager Verdammt, ich lieb’ Dich – eines der erfolgreichsten deutschsprachigen Lieder – nach 16 Wochen an der Spitzenposition ab. Durch den Beitritt der DDR zum Geltungsbereich des Grundgesetzes am 3. Oktober 1990 wurde der Remix automatisch zum ersten Nummer-1-Hit des vereinigten Deutschland. Der Titel wurde erst am 29. Oktober 1990 von der Gruppe Londonbeat mit I’ve Been Thinking About You vom Platz 1 verdrängt.

### „Die Mutter der MP3“
Der Erfinder des Audiodatenkompressionsverfahrens MP3, Karlheinz Brandenburg, erfuhr während der Entwicklungsphase in einer Hi-Fi-Zeitschrift davon, dass Tom’s Diner zum Testen hochwertiger Musikanlagen verwendet wurde. Er war von der Aufnahme begeistert und zunächst überzeugt, dass man die Charakteristik der Stimme von Suzanne Vega nicht ohne hörbaren Verlust komprimieren könne. Da Begleitinstrumente fehlten, war auch die psychoakustische Verdeckung kaum vorhanden. Brandenburg wählte das Lied dann, um sein Audiodatenkompressionsverfahren zu testen und gegebenenfalls die Algorithmen zu überarbeiten.